# Blaiklockfjellet
Blaiklockfjellet är ett berg i Antarktis. Det ligger i Östantarktis. Norge gör anspråk på området. Toppen på Blaiklockfjellet är 1 709 meter över havet, eller 97 meter över den omgivande terrängen. Bredden vid basen är 0,86 km.
Terrängen runt Blaiklockfjellet är varierad. Trakten är obefolkad. Det finns inga samhällen i närheten. 